# Akçakoca
Akçakoca este un oraș din Turcia.